# Mauricio Mancera
Mauricio Mancera Reynoso (Ciudad de México; 5 de octubre de 1983) es un presentador de televisión mexicano.

## Carrera
Mancero nació en la Ciudad de México el 5 de octubre de 1983 y desde los 5 hasta sus 22 años vivió en Veracruz. Estudió la carrera de Ciencias de la Comunicación en la Universidad Cristóbal Colón y se tituló en el año 2006.Fue locutor de los Programas “Sal, chile y limón” y “S.A. de U.C.C.” transmitidos por el Sistema de Radio Circuito Universitario de la U.C.C. 
En Veracruz hizo un casting para entrar a un proyecto que se llamaba Azteca te busca, en el que la televisora buscaba nuevos conductores;  llegó a la final en el DF, pero se acabó el proyecto y probó suerte viajando a Europa de mochilazo. Cuando estaba en España le hablaron para decirle que se retomaba el proyecto y estaba dentro de los 30 finalistas. Regresó a México, reinició el curso y volvió a tocar puertas hasta que entró a otros programas. Participó en el lanzamiento del periódico Imagen de Veracruz en la sección Cultural. Más tarde, se convirtió en el conductor principal del programa “Momento Rojo”, transmitido por TV Azteca Veracruz en 2004. 
En el año 2007 formó parte del equipo del programa matutino "Chiflando y aplaudiendo" junto a María Inés Guerra y Alejandro Lukini. Posteriormente fue reportero de “Un gran día” donde compartió créditos con Laura Luz.
Después ingresó al programa Venga la alegría.
Después como proyecto personal Mauricio tuvo una estancia de un año en el extranjero como voluntario de un proyecto humanitario, para después reincorporarse nuevamente al programa matutino "Venga la alegría".
En 2014 participó en la obra de teatro Vaselina producido por Julissa, donde interpretó a Ricky Rockero.
En 2014 es conductor del programa El Hormiguero MX, un concepto originado en España, que se estrenó en el mes de julio en Azteca 7.
Mancera debutó como conductor en Comedy Central Latinoamérica con la nueva temporada de Bloopers. Este programa se estrenó el 20 de julio de 2015.
En 2018 se incorporó a las filas de Televisa en donde es anfitrión de dos programas, el matutino Hoy que se transmite en Las Estrellas y el semanal Miembros al Aire que se transmite por Unicable. A finales de 2019 Televisa decide no renovar su participación en "Hoy", y en enero de 2021 Televisa desiste de renovar su contrato en el programa Miembros al Aire